# Viča (miasto Prokuplje)
Viča (cyr. Вича) – wieś w Serbii, w okręgu toplickim, w mieście Prokuplje. W 2011 roku liczyła 63 mieszkańców.